# NHL Entry Draft 1982
L'NHL Entry Draft 1982 è stato il 20º draft della National Hockey League. Si è tenuto il 9 giugno 1982 presso il Forum de Montréal di Montréal.
Il quarto NHL Entry Draft si svolse nuovamente presso il Forum de Montréal, sede delle gare casalinghe dei Montreal Canadiens. Prima dell'inizio del draft la lega stabilì il numero massimo di giri, ovvero dodici, senza che ciascuna squadra potesse rinunciare alle proprie scelte interrompendo anticipatamente la selezione. Il formato con 12 giri diventò lo standard per tutti gli anni ottanta, e fu modificato solo a partire dall'espansione della lega nel 1992, quando la NHL ridusse il numero di giri. Un'altra modifica importante fu quella che riguardò i giocatori europei: infatti i giocatori del vecchio continente potevano essere scelti solo attraverso il draft, e non più ingaggiati da free agent, limitando così l'importanza degli scout nei principali campionati europei. Pertanto le franchigie NHL cominciarono a scegliere sempre più giocatori sovietici e cecoslovacchi, con la speranza di poterli schierare una volta ricevuto il nullaosta dalle federazioni nazionali, ancora riluttanti a causa della guerra fredda.
I Boston Bruins selezionarono il difensore Gord Kluzak dai Billings Bighorns, i Minnesota North Stars invece come seconda scelta puntarono sull'ala destra Brian Bellows, proveniente dagli Kitchener Rangers, mentre i Toronto Maple Leafs scelsero in terza posizione il difensore Gary Nylund dei Portland Winter Hawks. Fra i 252 giocatori selezionati 152 erano attaccanti, 82 erano difensori mentre 18 erano portieri. Dei giocatori scelti 109 giocarono in NHL, 18 vinsero la Stanley Cup mentre due entrarono a far parte della Hockey Hall of Fame.

## Turni
|  | = NHL All-Star |  |  | = NHL All-Star e NHL All-Star Team |  |  | = Membro della Hall of Fame |

Legenda delle posizioni

A = Attaccante   AD = Ala destra   AS = Ala sinistra   C = Centro   D = Difensore   P = Portiere

### Primo giro
| #  | Giocatore            | Nazionalità | Squadra NHL                        | Squadra di provenienza                      |
| -- | -------------------- | ----------- | ---------------------------------- | ------------------------------------------- |
| 1  | Gord Kluzak (D)      | Canada      | Boston Bruins (da New Jersey)      | Billings Bighorns (WHL)                     |
| 2  | Brian Bellows (AD)   | Canada      | Minnesota North Stars (da Detroit) | Kitchener Rangers (OHL)                     |
| 3  | Gary Nylund (D)      | Canada      | Toronto Maple Leafs                | Portland Winterhawks (WHL)                  |
| 4  | Ron Sutter (C)       | Canada      | Philadelphia Flyers (da Hartford)  | Lethbridge Broncos (WHL)                    |
| 5  | Scott Stevens (D)    | Canada      | Washington Capitals                | Kitchener Rangers (OHL)                     |
| 6  | Phil Housley (D)     | Stati Uniti | Buffalo Sabres (da Los Angeles)    | South St. Paul High School (USHS-Minnesota) |
| 7  | Ken Yaremchuk (C)    | Canada      | Chicago Blackhawks                 | Portland Winterhawks (WHL)                  |
| 8  | Rocky Trottier (C)   | Canada      | New Jersey Devils (da St. Louis)   | Billings Bighorns (WHL)                     |
| 9  | Paul Cyr (AS)        | Canada      | Buffalo Sabres (da Calgary)        | Victoria Cougars (WHL)                      |
| 10 | Rich Sutter (AD)     | Canada      | Pittsburgh Penguins                | Lethbridge Broncos (WHL)                    |
| 11 | Michel Petit (D)     | Canada      | Vancouver Canucks                  | Sherbrooke Castors (QMJHL)                  |
| 12 | Jim Kyte (D)         | Canada      | Winnipeg Jets                      | Cornwall Royals (OHL)                       |
| 13 | David Shaw (D)       | Canada      | Quebec Nordiques                   | Kitchener Rangers (OHL)                     |
| 14 | Paul Lawless (AS)    | Canada      | Hartford Whalers (da Philadelphia) | Windsor Spitfires (OHL)                     |
| 15 | Chris Kontos (C)     | Canada      | New York Rangers                   | Toronto Marlboros (OHL)                     |
| 16 | Dave Andreychuk (C)  | Canada      | Buffalo Sabres                     | Oshawa Generals (OHL)                       |
| 17 | Murray Craven (C)    | Canada      | Detroit Red Wings (da Minnesota)   | Medicine Hat Tigers (WHL)                   |
| 18 | Ken Daneyko (D)      | Canada      | New Jersey Devils (da Boston)      | Seattle Thunderbirds (WHL)                  |
| 19 | Alain Héroux (AS)    | Canada      | Montreal Canadiens                 | Chic. Saguenéens (QMJHL)                    |
| 20 | Jim Playfair (D)     | Canada      | Edmonton Oilers                    | Portland Winterhawks (WHL)                  |
| 21 | Patrick Flatley (AD) | Canada      | New York Islanders                 | Wisconsin Badgers (WCHA)                    |

### Secondo giro
| #  | Giocatore            | Nazionalità    | Squadra NHL                                        | Squadra di provenienza                      |
| -- | -------------------- | -------------- | -------------------------------------------------- | ------------------------------------------- |
| 22 | Brian Curran (C)     | Canada         | Boston Bruins (da New Jersey)                      | Portland Winterhawks (WHL)                  |
| 23 | Yves Courteau (AD)   | Canada         | Detroit Red Wings                                  | Laval Voisins (QMJHL)                       |
| 24 | Gary Leeman (D)      | Canada         | Toronto Maple Leafs                                | Regina Pats (WHL)                           |
| 25 | Peter Ihnačák (C)    | Cecoslovacchia | Toronto Maple Leafs (da Hartford via Philadelphia) | Sparta Praga (Extraliga)                    |
| 26 | Mike Anderson (C)    | Stati Uniti    | Buffalo Sabres (da Washington)                     | North St. Paul High School (USHS-Minnesota) |
| 27 | Mike Heidt (D)       | Canada         | Los Angeles Kings                                  | Calgary Wranglers (WHL)                     |
| 28 | René Badeau (AD)     | Canada         | Chicago Blackhawks                                 | Québec Remparts (QMJHL)                     |
| 29 | Dave Reierson (D)    | Canada         | Calgary Flames (da St. Louis via Minnesota)        | Prince Albert Raiders (SJHL)                |
| 30 | Jens Johansson (D)   | Svezia         | Buffalo Sabres (da Calgary)                        | Piteå HC (Elitserien)                       |
| 31 | Jocelyn Gauvreau (D) | Canada         | Montreal Canadiens (da Pittsburgh)                 | Granby Bisons (QMJHL)                       |
| 32 | Kent Carlson (D)     | Stati Uniti    | Montreal Canadiens (da Vancouver via Minnesota)    | St. Lawrence Saints (ECAC)                  |
| 33 | David Maley (AS)     | Canada         | Montreal Canadiens (da Winnipeg)                   | Edina High School (USHS-Minnesota)          |
| 34 | Paul Gillis (C)      | Canada         | Quebec Nordiques                                   | Niagara Falls Flyers (OHL)                  |
| 35 | Mark Paterson (D)    | Canada         | Hartford Whalers (da Philadelphia)                 | Ottawa 67's (OHL)                           |
| 36 | Tomas Sandström (AD) | Svezia         | New York Rangers                                   | Fagersta AIK (Elitserien)                   |
| 37 | Richard Kromm (AS)   | Canada         | Calgary Flames (da Buffalo)                        | Portland Winterhawks (WHL)                  |
| 38 | Tim Hrynewich (AS)   | Canada         | Pittsburgh Penguins (da Minnesota)                 | Sudbury Wolves (OHL)                        |
| 39 | Lyndon Byers (AD)    | Canada         | Boston Bruins                                      | Regina Pats (WHL)                           |
| 40 | Scott Sandelin (D)   | Stati Uniti    | Montreal Canadiens                                 | Hibbing High School (USHS-Minnesota)        |
| 41 | Steve Graves (AS)    | Canada         | Edmonton Oilers                                    | S.S. Marie Greyhounds (OHL)                 |
| 42 | Vern Smith (D)       | Canada         | New York Islanders                                 | Lethbridge Broncos (WHL)                    |

### Terzo giro
| #  | Giocatore           | Nazionalità    | Squadra NHL                                       | Squadra di provenienza                            |
| -- | ------------------- | -------------- | ------------------------------------------------- | ------------------------------------------------- |
| 43 | Pat Verbeek (C)     | Canada         | New Jersey Devils                                 | Sudbury Wolves (OHL)                              |
| 44 | Carmine Vani (AS)   | Canada         | Detroit Red Wings                                 | Kingston Canadians (OHL)                          |
| 45 | Ken Wregget (P)     | Canada         | Toronto Maple Leafs                               | Lethbridge Broncos (WHL)                          |
| 46 | Miroslav Dvořák (D) | Cecoslovacchia | Philadelphia Flyers (da Hartford)                 | České Budějovice (Extraliga)                      |
| 47 | Bill Campbell (D)   | Canada         | Philadelphia Flyers (da Washington)               | Montreal Juniors (QMJHL)                          |
| 48 | Steve Seguin (AD)   | Canada         | Los Angeles Kings                                 | Kingston Canadians (OHL)                          |
| 49 | Tom McMurchy (AD)   | Canada         | Chicago Blackhawks                                | Brandon Wheat Kings (WHL)                         |
| 50 | Mike Posavad (D)    | Canada         | St. Louis Blues                                   | Peterborough Petes (OHL)                          |
| 51 | Jim Laing (D)       | Stati Uniti    | Calgary Flames                                    | Clarkson Golden Knights (ECAC)                    |
| 52 | Troy Loney (AS)     | Canada         | Pittsburgh Penguins                               | Lethbridge Broncos (WHL)                          |
| 53 | Yves Lapointe (AS)  | Canada         | Vancouver Canucks                                 | Shawinigan Cataractes (QMJHL)                     |
| 54 | Dave Kasper (C)     | Canada         | New Jersey Devils (da Winnipeg)                   | Sherbrooke Castors (QMJHL)                        |
| 55 | Mario Gosselin (P)  | Canada         | Quebec Nordiques                                  | Shawinigan Cataractes (QMJHL)                     |
| 56 | Kevin Dineen (AD)   | Canada         | Hartford Whalers (da Philadelphia)                | Denver Pioneers (WCHA)                            |
| 57 | Corey Millen (C)    | Stati Uniti    | New York Rangers                                  | Cloquet High School (USHS-Minnesota)              |
| 58 | Milan Nový (C)      | Cecoslovacchia | Washington Capitals (da Buffalo)                  | Rytíři Kladno (Extraliga)                         |
| 59 | Wally Chapman (C)   | Stati Uniti    | Minnesota North Stars (da Edmonton via Minnesota) | Edina High School (USHS-Minnesota)                |
| 60 | Dave Reid (AS)      | Canada         | Boston Bruins                                     | Peterborough Petes (OHL)                          |
| 61 | Scott Harlow (AS)   | Stati Uniti    | Montreal Canadiens                                | East Bridgewater High School (USHS-Massachusetts) |
| 62 | Brent Loney (AS)    | Canada         | Edmonton Oilers                                   | Cornwall Royals (OHL)                             |
| 63 | Garry Lacey (AS)    | Canada         | New York Islanders                                | Toronto Marlboros (OHL)                           |

### Quarto giro
| #  | Giocatore            | Nazionalità    | Squadra NHL                                   | Squadra di provenienza             |
| -- | -------------------- | -------------- | --------------------------------------------- | ---------------------------------- |
| 64 | Dave Gans (C)        | Canada         | Los Angeles Kings (da New Jersey)             | Oshawa Generals (OHL)              |
| 65 | Dave Meszaros (P)    | Canada         | Calgary Flames (da Detroit)                   | Toronto Marlboros (OHL)            |
| 66 | Craig Coxe (C)       | Stati Uniti    | Detroit Red Wings (da Toronto)                | St. Albert Saints (AJHL)           |
| 67 | Ulf Samuelsson (D)   | Svezia         | Hartford Whalers                              | Leksand (Elitserien)               |
| 68 | Timo Jutila (D)      | Finlandia      | Buffalo Sabres (da Washington)                | Tappara (SM-liiga)                 |
| 69 | John DeVoe (AD)      | Stati Uniti    | Montreal Canadiens (da Los Angeles)           | Edina High School (USHS-Minnesota) |
| 70 | Bill Watson (AD)     | Canada         | Chicago Blackhawks                            | Prince Albert Raiders (SJHL)       |
| 71 | Shawn Kilroy (P)     | Canada         | Vancouver Canucks (da St. Louis)              | Peterborough Petes (OHL)           |
| 72 | Mark Lamb (AS)       | Canada         | Calgary Flames                                | Billings Bighorns (WHL)            |
| 73 | Vladimír Růžička (C) | Cecoslovacchia | Toronto Maple Leafs (da Pittsburgh)           | Litvínov (Extraliga)               |
| 74 | Tom Martin (AS)      | Canada         | Winnipeg Jets (da Vancouver)                  | Kelowna Buckaroos (BCHL)           |
| 75 | Dave Ellett (D)      | Canada         | Winnipeg Jets                                 | Ottawa 67's (OHL)                  |
| 76 | Jiří Lála (AD)       | Cecoslovacchia | Quebec Nordiques                              | Dukla Jihlava (Extraliga)          |
| 77 | Michael Hjälm (AS)   | Svezia         | Philadelphia Flyers                           | MODO (Elitserien)                  |
| 78 | Chris Jensen (AD)    | Canada         | New York Rangers                              | Kelowna Buckaroos (BCHL)           |
| 79 | Jeff Hamilton (C)    | Canada         | Buffalo Sabres                                | Providence Friars (ECAC)           |
| 80 | Bob Rouse (D)        | Canada         | Minnesota North Stars                         | Billings Bighorns (WHL)            |
| 81 | Dušan Pašek (C)      | Cecoslovacchia | Minnesota North Stars (da Boston via Calgary) | Slovan Bratislava (Extraliga)      |
| 82 | Dave Ross (P)        | Canada         | Los Angeles Kings (da Montreal)               | Seattle Thunderbirds (WHL)         |
| 83 | Jaroslav Pouzar (AS) | Cecoslovacchia | Edmonton Oilers                               | České Budějovice (Extraliga)       |
| 84 | Alan Kerr (AS)       | Canada         | New York Islanders                            | Seattle Thunderbirds (WHL)         |

### Quinto giro
| #   | Giocatore             | Nazionalità    | Squadra NHL                         | Squadra di provenienza                        |
| --- | --------------------- | -------------- | ----------------------------------- | --------------------------------------------- |
| 85  | Scott Brydges (D)     | Stati Uniti    | New Jersey Devils                   | Mariner High School (USHS-Minnesota)          |
| 86  | Brad Shaw (D)         | Canada         | Detroit Red Wings                   | Ottawa 67's (OHL)                             |
| 87  | Eduard Uvira (D)      | Cecoslovacchia | Toronto Maple Leafs                 | Dukla Jihlava (Extraliga)                     |
| 88  | Ray Ferraro (C)       | Canada         | Hartford Whalers                    | Penticton Vees (BCHL)                         |
| 89  | Dean Evason (C)       | Canada         | Washington Capitals                 | Kamloops Blazers (WHL)                        |
| 90  | Darcy Roy (AS)        | Canada         | Los Angeles Kings                   | Ottawa 67's (OHL)                             |
| 91  | Brad Beck (D)         | Canada         | Chicago Blackhawks                  | Penticton Vees (BCHL)                         |
| 92  | Scott Machej (AS)     | Canada         | St. Louis Blues                     | Calgary Wranglers (WHL)                       |
| 93  | Lou Kiriakou (D)      | Canada         | Calgary Flames                      | Toronto Marlboros (OHL)                       |
| 94  | Grant Sasser (C)      | Stati Uniti    | Pittsburgh Penguins                 | Portland Winterhawks (WHL)                    |
| 95  | Ulf Isaksson (AS)     | Svezia         | Los Angeles Kings (da Vancouver)    | AIK (Elitserien)                              |
| 96  | Tim Mishler (C)       | Stati Uniti    | Winnipeg Jets                       | East Grand Forks High School (USHS-Minnesota) |
| 97  | Phil Stanger (D)      | Canada         | Quebec Nordiques                    | Seattle Thunderbirds (WHL)                    |
| 98  | Todd Bergen (C)       | Canada         | Philadelphia Flyers                 | Prince Albert Raiders (SJHL)                  |
| 99  | Sylvain Charland (AS) | Canada         | Toronto Maple Leafs (da NY Rangers) | Shawinigan Cataractes (QMJHL)                 |
| 100 | Jakob Gustavsson (P)  | Svezia         | Buffalo Sabres                      | Almtuna (Elitserien)                          |
| 101 | Marty Wiitala (C)     | Stati Uniti    | Minnesota North Stars               | Superior High School (USHS-Wisconsin)         |
| 102 | Bob Nicholson (D)     | Canada         | Boston Bruins                       | London Knights (OHL)                          |
| 103 | Kevin Houle (AS)      | Stati Uniti    | Montreal Canadiens                  | Acton-Boxborough RHS (USHS-Massachusetts)     |
| 104 | Dwayne Boettger (D)   | Canada         | Edmonton Oilers                     | Toronto Marlboros (OHL)                       |
| 105 | Rene Breton (C)       | Canada         | New York Islanders                  | Granby Bisons (QMJHL)                         |

### Sesto giro
| #   | Giocatore            | Nazionalità | Squadra NHL                               | Squadra di provenienza                      |
| --- | -------------------- | ----------- | ----------------------------------------- | ------------------------------------------- |
| 106 | Mike Moher (AD)      | Canada      | New Jersey Devils                         | Kitchener Rangers (OHL)                     |
| 107 | Claude Vilgrain (C)  | Canada      | Detroit Red Wings                         | Laval Voisins (QMJHL)                       |
| 108 | Ron Dreger (AS)      | Canada      | Toronto Maple Leafs                       | Saskatoon Blades (WHL)                      |
| 109 | Randy Gilhen (AS)    | Canada      | Hartford Whalers                          | Winnipeg Warriors (WHL)                     |
| 110 | Ed Kastelic (AD)     | Canada      | Washington Capitals                       | London Knights (OHL)                        |
| 111 | Jeff Parker (D)      | Stati Uniti | Buffalo Sabres (da Los Angeles)           | Mariner High School (USHS-Minnesota)        |
| 112 | Mark Hatcher (D)     | Stati Uniti | Chicago Blackhawks                        | Niagara Falls Flyers (OHL)                  |
| 113 | Perry Ganchar (AD)   | Canada      | St. Louis Blues                           | Saskatoon Blades (WHL)                      |
| 114 | Jeff Vaive (C)       | Canada      | Calgary Flames                            | Ottawa 67's (OHL)                           |
| 115 | Craig Kales (AD)     | Stati Uniti | Toronto Maple Leafs (da Pittsburgh)       | Niagara Falls Flyers (OHL)                  |
| 116 | Taylor Hall (AD)     | Canada      | Vancouver Canucks                         | Regina Pats (WHL)                           |
| 117 | Ernie Vargas (C)     | Stati Uniti | Montreal Canadiens (da Winnipeg)          | Coon Rapids High School (USHS-Minnesota)    |
| 118 | Mats Kihlstrom (D)   | Svezia      | Calgary Flames (da Quebec via Washington) | Södertälje SK (Elitserien)                  |
| 119 | Ron Hextall (P)      | Canada      | Philadelphia Flyers                       | Brandon Wheat Kings (WHL)                   |
| 120 | Tony Granato (C)     | Stati Uniti | New York Rangers                          | Northwood School (USHS-New York)            |
| 121 | Jakob Gustavsson (P) | Svezia      | Buffalo Sabres                            | Almtuna (Elitserien)                        |
| 122 | Todd Carlile (D)     | Stati Uniti | Minnesota North Stars                     | North St. Paul High School (USHS-Minnesota) |
| 123 | Bob Sweeney (C)      | Stati Uniti | Boston Bruins                             | Acton-Boxborough RHS (USHS-Massachusetts)   |
| 124 | Mike Dark (D)        | Canada      | Montreal Canadiens                        | Sarnia Legionnaires (WOJHL)                 |
| 125 | Raimo Summanen (AS)  | Finlandia   | Edmonton Oilers                           | Pelicans (SM-liiga)                         |
| 126 | Roger Kortko (C)     | Canada      | New York Islanders                        | Saskatoon Blades (WHL)                      |

### Settimo giro
| #   | Giocatore             | Nazionalità      | Squadra NHL                      | Squadra di provenienza                    |
| --- | --------------------- | ---------------- | -------------------------------- | ----------------------------------------- |
| 127 | Paul Fulcher (AS)     | Canada           | New Jersey Devils                | London Knights (OHL)                      |
| 128 | Greg Hudas (D)        | Stati Uniti      | Detroit Red Wings                | Redford Royals (NAJHL)                    |
| 129 | Dom Campedelli (D)    | Stati Uniti      | Toronto Maple Leafs              | Cohasset High School (USHS-Massachusetts) |
| 130 | Jim Johannson (C)     | Stati Uniti      | Hartford Whalers                 | Mayo High School (USHS-Minnesota)         |
| 131 | Daniel Poudrier (D)   | Canada           | Quebec Nordiques (da Washington) | Shawinigan Cataractes (QMJHL)             |
| 132 | Viktor Nečaev (C)     | Unione Sovietica | Los Angeles Kings                | SKA Leningrado (URSS)                     |
| 133 | Jay Ness (D)          | Stati Uniti      | Chicago Blackhawks               | Roseau High School (USHS-Minnesota)       |
| 134 | Doug Gilmour (C)      | Canada           | St. Louis Blues                  | Cornwall Royals (OHL)                     |
| 135 | Brad Ramsden (AD)     | Canada           | Calgary Flames                   | Peterborough Petes (OHL)                  |
| 136 | Grant Couture (D)     | Canada           | Pittsburgh Penguins              | Lethbridge Broncos (WHL)                  |
| 137 | Parie Proft (D)       | Canada           | Vancouver Canucks                | Calgary Wranglers (WHL)                   |
| 138 | Derek Ray (AD)        | Stati Uniti      | Winnipeg Jets                    | Seattle Americans (NAJHL)                 |
| 139 | Jeff Triano (D)       | Canada           | Toronto Maple Leafs (da Quebec)  | Toronto Marlboros (OHL)                   |
| 140 | Dave Brown (AD)       | Canada           | Philadelphia Flyers              | Saskatoon Blades (WHL)                    |
| 141 | Sergej Kasputin (AS)  | Unione Sovietica | New York Rangers                 | Spartak Mosca (URSS)                      |
| 142 | Allen Bishop (D)      | Canada           | Buffalo Sabres                   | Niagara Falls Flyers (OHL)                |
| 143 | Viktor Žluktov (AS)   | Unione Sovietica | Minnesota North Stars            | CSKA Mosca (URSS)                         |
| 144 | John Meulenbroeks (D) | Canada           | Boston Bruins                    | Brantford Alexanders (OHL)                |
| 145 | Hannu Järvenpää (AD)  | Finlandia        | Montreal Canadiens               | Oulun Kärpät (SM-liiga)                   |
| 146 | Brian Small (AD)      | Canada           | Edmonton Oilers                  | Ottawa 67's (OHL)                         |
| 147 | John Tiano (C)        | Stati Uniti      | New York Islanders               | Winthrop High School (USHS-Massachusetts) |

### Ottavo giro
| #   | Giocatore             | Nazionalità | Squadra NHL                     | Squadra di provenienza                          |
| --- | --------------------- | ----------- | ------------------------------- | ----------------------------------------------- |
| 148 | John Hutchings (D)    | Canada      | New Jersey Devils               | Oshawa Generals (OHL)                           |
| 149 | Pat Lahey (C)         | Canada      | Detroit Red Wings               | Windsor Spitfires (OHL)                         |
| 150 | Steve Smith (D)       | Stati Uniti | Montreal Canadiens (da Toronto) | St. Lawrence Saints (ECAC)                      |
| 151 | Mickey Krampotich (C) | Stati Uniti | Hartford Whalers                | Hibbing High School (USHS-Minnesota)            |
| 152 | Wally Schreiber (AD)  | Canada      | Washington Capitals             | Regina Pats (WHL)                               |
| 153 | Peter Helander (D)    | Svezia      | Los Angeles Kings               | Skellefteå AIK (Elitserien)                     |
| 154 | Jeff Smith (AS)       | Canada      | Chicago Blackhawks              | London Knights (OHL)                            |
| 155 | Chris Delaney (AS)    | Stati Uniti | St. Louis Blues                 | Boston College Eagles (ECAC)                    |
| 156 | Roy Myllari (D)       | Canada      | Calgary Flames                  | Cornwall Royals (OHL)                           |
| 157 | Peter Derksen (AS)    | Canada      | Pittsburgh Penguins             | Portland Winterhawks (WHL)                      |
| 158 | Newell Brown (C)      | Canada      | Vancouver Canucks               | Michigan St. Spartans (CCHA)                    |
| 159 | Guy Gosselin (D)      | Stati Uniti | Winnipeg Jets                   | Rochester-Marshall High School (USHS-Minnesota) |
| 160 | Brian Glynn (C)       | Stati Uniti | New York Rangers (da Quebec)    | Buffalo Jr. Sabres (NAJHL)                      |
| 161 | Alain Lavigne (AD)    | Canada      | Philadelphia Flyers             | Shawinigan Cataractes (QMJHL)                   |
| 162 | Janne Karlsson (D)    | Svezia      | New York Rangers                | IF Kiruna (Elitserien)                          |
| 163 | Claude Verret (C)     | Canada      | Buffalo Sabres                  | Trois-Rivières Draveurs (QMJHL)                 |
| 164 | Paul Miller (D)       | Stati Uniti | Minnesota North Stars           | Crookston High School (USHS-Minnesota)          |
| 165 | Tony Fiore (C)        | Canada      | Boston Bruins                   | Montreal Juniors (QMJHL)                        |
| 166 | Tom Kolioupoulos (AD) | Stati Uniti | Montreal Canadiens              | Fraser High School (USHS-Michigan)              |
| 167 | Dean Clark (D)        | Canada      | Edmonton Oilers                 | St. Albert Saints (AJHL)                        |
| 168 | Todd Okerlund (AD)    | Stati Uniti | New York Islanders              | Burnsville High School (USHS-Minnesota)         |

### Nono giro
| #   | Giocatore             | Nazionalità    | Squadra NHL           | Squadra di provenienza                         |
| --- | --------------------- | -------------- | --------------------- | ---------------------------------------------- |
| 169 | Alan Hepple (D)       | Canada         | New Jersey Devils     | Ottawa 67's (OHL)                              |
| 170 | Gary Cullen (C)       | Canada         | Detroit Red Wings     | Cornell Big Red (ECAC)                         |
| 171 | Miroslav Ihnačák (AD) | Cecoslovacchia | Toronto Maple Leafs   | Košice (Extraliga)                             |
| 172 | Kevin Skilliter (D)   | Canada         | Hartford Whalers      | Cornwall Royals (OHL)                          |
| 173 | Jamie Reeve (P)       | Canada         | Washington Capitals   | Saskatoon Blades (WHL)                         |
| 174 | Dave Chartier (D)     | Canada         | Los Angeles Kings     | Saskatoon Blades (WHL)                         |
| 175 | Phil Patterson (AD)   | Canada         | Chicago Blackhawks    | Ottawa 67's (OHL)                              |
| 176 | Matt Christensen (C)  | Stati Uniti    | St. Louis Blues       | Aurora-Hoyt Lakes High School (USHS-Minnesota) |
| 177 | Ted Pearson (AS)      | Canada         | Calgary Flames        | Wisconsin Badgers (WCHA)                       |
| 178 | Greg Gravel (C)       | Canada         | Pittsburgh Penguins   | Windsor Spitfires (OHL)                        |
| 179 | Don McLaren (AD)      | Canada         | Vancouver Canucks     | Ottawa 67's (OHL)                              |
| 180 | Tom Ward (D)          | Stati Uniti    | Winnipeg Jets         | Richfield High School (USHS-Minnesota)         |
| 181 | Mike Hough (AS)       | Canada         | Quebec Nordiques      | Kitchener Rangers (OHL)                        |
| 182 | Magnus Roupé (AS)     | Svezia         | Philadelphia Flyers   | Färjestad (Elitserien)                         |
| 183 | Kelly Miller (AS)     | Stati Uniti    | New York Rangers      | Michigan St. Spartans (CCHA)                   |
| 184 | Rob Norman (AD)       | Canada         | Buffalo Sabres        | Cornwall Royals (OHL)                          |
| 185 | Pat Micheletti (C)    | Stati Uniti    | Minnesota North Stars | Hibbing High School (USHS-Minnesota)           |
| 186 | Doug Kostynski (C)    | Canada         | Boston Bruins         | Kamloops Blazers (WHL)                         |
| 187 | Brian Williams (C)    | Stati Uniti    | Montreal Canadiens    | Sioux City Musketeers (USHL)                   |
| 188 | Ronnie Wood (C)       | Canada         | Edmonton Oilers       | Penticton Vees (BCHL)                          |
| 189 | Gord Paddock (D)      | Canada         | New York Islanders    | Saskatoon Blades (WHL)                         |

### Decimo giro
| #   | Giocatore             | Nazionalità    | Squadra NHL                    | Squadra di provenienza                    |
| --- | --------------------- | -------------- | ------------------------------ | ----------------------------------------- |
| 190 | Brent Shaw (AD)       | Canada         | New Jersey Devils              | Seattle Thunderbirds (WHL)                |
| 191 | Brent Meckling (D)    | Canada         | Detroit Red Wings              | Calgary Canucks (AJHL)                    |
| 192 | Leigh Verstraete (AD) | Canada         | Toronto Maple Leafs            | Calgary Wranglers (WHL)                   |
| 193 | Simo Saarinen (D)     | Finlandia      | New York Rangers (da Hartford) | HIFK (SM-liiga)                           |
| 194 | Juha Nurmi (C)        | Finlandia      | Washington Capitals            | Tappara (SM-liiga)                        |
| 195 | John Franzosa (P)     | Stati Uniti    | Los Angeles Kings              | Brown Bears (ECAC)                        |
| 196 | James Camazzola (AS)  | Canada         | Chicago Blackhawks             | Penticton Vees (BCHL)                     |
| 197 | John Shumski (C)      | Stati Uniti    | St. Louis Blues                | RPI Engineers (ECAC)                      |
| 198 | Jim Uens (C)          | Canada         | Calgary Flames                 | Oshawa Generals (OHL)                     |
| 199 | Stu Wenaas (D)        | Canada         | Pittsburgh Penguins            | Winnipeg Warriors (WHL)                   |
| 200 | Al Raymond (AS)       | Canada         | Vancouver Canucks              | Niagara Falls Flyers (OHL)                |
| 201 | Mike Savage (AS)      | Canada         | Winnipeg Jets                  | Sudbury Wolves (OHL)                      |
| 202 | Vincent Lukáč (AD)    | Cecoslovacchia | Quebec Nordiques               | Dukla Jihlava (Extraliga)                 |
| 203 | Tom Allen (P)         | Stati Uniti    | Philadelphia Flyers            | Michigan Tech Huskies (CCHA)              |
| 204 | Bob Lowes (C)         | Canada         | New York Rangers               | Prince Albert Raiders (SJHL)              |
| 205 | Mike Craig (P)        | Canada         | Buffalo Sabres                 | Billings Bighorns (WHL)                   |
| 206 | Arnold Kadlec (D)     | Cecoslovacchia | Minnesota North Stars          | Litvínov (Extraliga)                      |
| 207 | Tony Gilliard (AS)    | Canada         | New Jersey Devils (da Boston)  | Niagara Falls Flyers (OHL)                |
| 208 | Bob Emery (D)         | Stati Uniti    | Montreal Canadiens             | Matignon High School (USHS-Massachusetts) |
| 209 | Grant Dion (D)        | Canada         | Edmonton Oilers                | Cowichan Valley Capitals (BCHL)           |
| 210 | Eric Faust (D)        | Canada         | New York Islanders             | Henry Carr Crusaders (MetJHL)             |

### Undicesimo giro
| #   | Giocatore           | Nazionalità | Squadra NHL           | Squadra di provenienza                    |
| --- | ------------------- | ----------- | --------------------- | ----------------------------------------- |
| 211 | Scott Fusco (C)     | Stati Uniti | New Jersey Devils     | Harvard Crimson (ECAC)                    |
| 212 | Mike Stern (AS)     | Canada      | Detroit Red Wings     | Oshawa Generals (OHL)                     |
| 213 | Tim Loven (D)       | Stati Uniti | Toronto Maple Leafs   | Red River High School (USHS-North Dakota) |
| 214 | Martin Linse (C)    | Svezia      | Hartford Whalers      | Djurgården (Elitserien)                   |
| 215 | Wayne Prestage (C)  | Canada      | Washington Capitals   | Seattle Thunderbirds (WHL)                |
| 216 | Ray Shero (AS)      | Stati Uniti | Los Angeles Kings     | St. Lawrence Saints (ECAC)                |
| 217 | Mike James (D)      | Canada      | Chicago Blackhawks    | Oshawa Generals (OHL)                     |
| 218 | Brian Ahern (AS)    | Stati Uniti | St. Louis Blues       | Sibley High School (USHS-Minnesota)       |
| 219 | Rick Erdall (C)     | Stati Uniti | Calgary Flames        | Minnesota Gophers (WCHA)                  |
| 220 | Chris McCauley (AD) | Canada      | Pittsburgh Penguins   | London Knights (OHL)                      |
| 221 | Steve Driscoll (AS) | Canada      | Vancouver Canucks     | Cornwall Royals (OHL)                     |
| 222 | Bob Shaw (AD)       | Canada      | Winnipeg Jets         | Penticton Vees (BCHL)                     |
| 223 | André Martin (D)    | Canada      | Quebec Nordiques      | Montreal Juniors (QMJHL)                  |
| 224 | Rick Gal (C)        | Canada      | Philadelphia Flyers   | Lethbridge Broncos (WHL)                  |
| 225 | Andy Otto (D)       | Stati Uniti | New York Rangers      | Northwood School (USHS-NY)                |
| 226 | Jim Plankers (D)    | Stati Uniti | Buffalo Sabres        | Cloquet High School (USHS-Minnesota)      |
| 227 | Scott Knutson (C)   | Stati Uniti | Minnesota North Stars | Warroad High School (USHS-Minnesota)      |
| 228 | Tommy Lehmann (C)   | Svezia      | Boston Bruins         | Stocksunds IF (Elitserien)                |
| 229 | Darren Acheson (C)  | Canada      | Montreal Canadiens    | Fort Saskatchewan Traders (AJHL)          |
| 230 | Chris Smith (P)     | Canada      | Edmonton Oilers       | Regina Pats (WHL)                         |
| 231 | Pat Goff (D)        | Stati Uniti | New York Islanders    | Ramsey High School (USHS-Minnesota)       |

### Dodicesimo giro
| #   | Giocatore           | Nazionalità    | Squadra NHL                      | Squadra di provenienza               |
| --- | ------------------- | -------------- | -------------------------------- | ------------------------------------ |
| 232 | Dan Dorion (AD)     | Stati Uniti    | New Jersey Devils                | Austin Mavericks (USHL)              |
| 233 | Shaun Reagan (AD)   | Canada         | Detroit Red Wings                | Brantford Alexanders (OHL)           |
| 234 | Jim Appleby (P)     | Canada         | Toronto Maple Leafs              | Winnipeg Warriors (WHL)              |
| 235 | Randy Cameron (D)   | Canada         | Hartford Whalers                 | Winnipeg Warriors (WHL)              |
| 236 | Jon Holden (P)      | Canada         | Washington Capitals              | Peterborough Petes (OHL)             |
| 237 | Mats Ulander (AS)   | Svezia         | Los Angeles Kings                | AIK (Elitserien)                     |
| 238 | Bob Andrea (D)      | Canada         | Chicago Blackhawks               | Dartmouth Arrows (NSJHL)             |
| 239 | Pete Smith (P)      | Stati Uniti    | St. Louis Blues                  | Maine Black Bears (ECAC)             |
| 240 | Dale Thompson (AD)  | Canada         | Calgary Flames                   | Calgary Canucks (AJHL)               |
| 241 | Stan Bautch (P)     | Stati Uniti    | Pittsburgh Penguins              | Hibbing High School (USHS-Minnesota) |
| 242 | Shawn Green (AD)    | Canada         | Vancouver Canucks                | Victoria Cougars (WHL)               |
| 243 | Jan Ericson (AS)    | Svezia         | Winnipeg Jets                    | AIK (Elitserien)                     |
| 244 | Jozef Lukac (AS)    | Cecoslovacchia | Quebec Nordiques                 | Košice (Extraliga)                   |
| 245 | Mark Vichorek (D)   | Stati Uniti    | Philadelphia Flyers              | Sioux City Musketeers (USHL)         |
| 246 | Dwayne Robinson (D) | Canada         | New York Rangers                 | N. Hampshire Wildcats (ECAC)         |
| 247 | Marco Kallas (C)    | Stati Uniti    | Washington Capitals (da Buffalo) | St. Louis Sting (NAJHL)              |
| 248 | Jan Jasko (AS)      | Cecoslovacchia | Quebec Nordiques (da Minnesota)  | Slovan Bratislava (Extraliga)        |
| 249 | Bruno Campese (P)   | Canada         | Boston Bruins                    | Northern Michigan Wildcats (CCHA)    |
| 250 | Bill Brauer (D)     | Stati Uniti    | Montreal Canadiens               | Edina High School (USHS-Minnesota)   |
| 251 | Jeff Crawford (AS)  | Canada         | Edmonton Oilers                  | Regina Pats (WHL)                    |
| 252 | Jim Koudys (D)      | Canada         | New York Islanders               | Sudbury Wolves (OHL)                 |

## Selezioni classificate per nazionalità
| Pos. | Paese            | Selezioni |
|      | Nord America     | 217       |
| ---- | ---------------- | --------- |
| 1    | Canada           | 156       |
| 2    | Stati Uniti      | 61        |
|      | Europa           | 35        |
| 3    | Svezia           | 14        |
| 4    | Cecoslovacchia   | 13        |
| 5    | Finlandia        | 5         |
| 6    | Unione Sovietica | 3         |